# Sonchus gummifer
Sonchus gummifer es una especie de planta herbácea perteneciente a la familia de las asteráceas. Es un endemismo de las Islas Canarias.

## Características
Sonchus gummifer es un endemismo de la isla de Tenerife que pertenece al grupo de especies arbustivas pequeñas, con tallos leñosos cortos y hojas dispuestas en rosetas basales no planas y pequeñas. Las hojas son pinnatífidas, con lóbulos foliares triangulares que no se encuentran solapados. 

## Taxonomía
Sonchus gummifer fue descrita por Heinrich Friedrich Link y publicado en Physicalische Beschreibung der Canarischen Inseln 145. 1825.
Etimología
Sonchus: latinización del griego sonchos, que es el nombre de una planta que se parece a los cardos.
gummifer: epíteto que alude a la producción por parte de la planta de una goma pegajosa.
Sinonimia
- Sonchus radicatus subsp. gummifer (Link) Aldridge (1976)[3]

## Nombre común
Se conoce como "cerraja de Güímar".